# Stilbum vulgare
Stilbum vulgare är en svampart som beskrevs av Tode 1790. Stilbum vulgare ingår i släktet Stilbum och familjen Chionosphaeraceae.  Arten är reproducerande i Sverige. Inga underarter finns listade i Catalogue of Life.